# Epitaf pražského zlatníka Mikuláše Müllera
Epitaf pražského zlatníka Mikuláše Müllera (či krátce Epitaf zlatníka Müllera) je známý obraz pražského malíře Bartholomea Sprangera, významné dílo rudolfínského manýrismu. Jedná se o epitaf upomínající na zemřelého malostranského zlatníka Mikuláše Müllera, tchána malíře Sprangera.

## Historie obrazu
Obraz vznikl na začátku 90. let 16. století. Původně se nacházel v pohřební kapli sv. Marka při románském utrakvistickém kostele sv. Jana Křtitele v malostranské osadě Obora. Kostel byl zrušen v roce 1784 (roku 1794 zbořen) a jeho vybavení bylo rozprodáno. Později byl obraz považován za nezvěstný, případně zničený. Byl objeven až na počátku 20. století v hrobce rodiny Čermáků na Olšanských hřbitovech. V roce 1936 jej zakoupila Národní galerie.

## Popis obrazu
Obraz je 243 cm vysoký a 160 cm široký. Obrazu dominuje zmrtvýchvstalý Kristus s esovitě prohnutou postavou, která je pro manýrismus typická (tzv. figura serpentinata). Kristus stojí jednou nohou na náhrobní desce a druhou zašlapává hada na skleněné kouli, v níž se nachází lebka prvního člověka Adama. Jedná se o symbol vítězství nad hříchem a smrtí. Kristus je obklopen anděly a v pozadí obrazu po Kristově levici spí voják, který měl hlídat jeho hrob. Ve spodní části obrazu přihlížejí této naději na vzkříšení členové rodiny zlatníka Müllera. Jsou to zleva Mikulášův syn Jakub, samotný Mikuláš Müller, jeho manželka Juliána a jeho dcera Christina. Obraz oživuje postava holčičky, snad jde o zesnulou zlatníkovu vnučku, dceru jeho dcery Christiny a Bartholomea Sprangera.